# Chris Sullivan (Schauspieler)

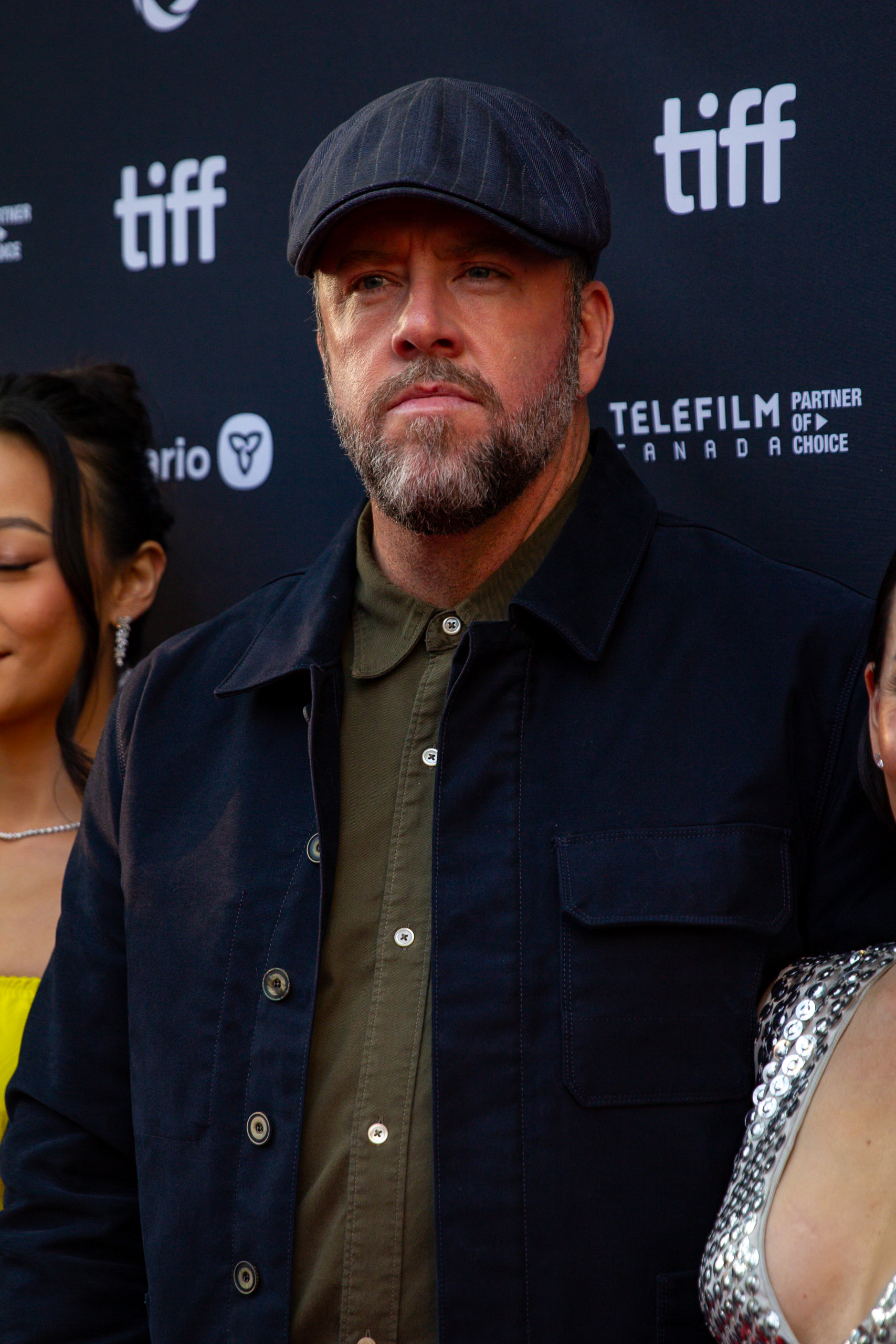
Chris Sullivan (2024)

Chris Sullivan (* 19. Juli 1980 in Palm Springs, Kalifornien) ist ein US-amerikanischer Schauspieler und Musiker.

## Leben
Chris Sullivan wurde in Palm Springs, Kalifornien geboren. Er schloss die Loyola Marymount University mit einem Bachelor in Theater 2002 erfolgreich ab.
Seit 2006 ist er als Schauspieler aktiv. Zunächst spielte er in einigen Kurzfilmen mit, bevor er auch Serienrollen, wie in A Gifted Man, Elementary, The Americans oder Stranger Things übernahm. Von 2014 bis 2015 spielte er die Rolle des Tom Cleary in der Serie The Knick. Im selben Jahr wirkte er im Film The Drop – Bargeld mit.
Von 2016 bis 2022 spielte Sullivan die Rolle des Toby in der Serie This Is Us – Das ist Leben. Für seine Darstellung wurde er für mehrere wichtige Fernsehpreise nominiert, darunter zweimal für einen Emmy. 2017 übernahm er im Marvel-Film Guardians of the Galaxy Vol. 2 die Rolle des Ravagers Taserface. Neben seinen Auftritten vor der Kamera steht er auch häufig auf der Theaterbühne. So trat er unter anderem ein Jahrzehnt lang auf den Bühnen Chicagos auf.

## Persönliches
Sullivan ist mit der Produzentin Rachel Sullivan verheiratet. Sie sind Eltern eines Sohnes (* 2020) und einer Tochter (* 2022).

## Filmografie (Auswahl)
- 2006: Welcome to Man-Bottomless (Kurzfilm)
- 2008: North Starr
- 2012: A Gifted Man (Fernsehserie, Episode 1x10)
- 2013: Elementary (Fernsehserie, Episode 1x13)
- 2013: Law & Order: Special Victims Unit (Fernsehserie, Episode 14x13)
- 2013: The Americans (Fernsehserie, Episode 1x08)
- 2014: The Normal Heart (Fernsehfilm)
- 2014: The Drop – Bargeld (The Drop)
- 2014: Peter Pan Live! (Fernsehfilm)
- 2014–2015: The Knick (Fernsehserie, 19 Episoden)
- 2016: Stranger Things (Fernsehserie, 1x01–1x02)
- 2016: Imperium
- 2016: Das Morgan Projekt (Morgan)
- 2016: Live by Night
- 2016–2022: This Is Us – Das ist Leben (This Is Us, Fernsehserie)
- 2017: Guardians of the Galaxy Vol. 2
- 2017: Walden: Life in The Woods
- 2017: Lass es, Larry! (Curb Your Enthusiasm, Fernsehserie, Episode 9x10)
- 2018: The Independents
- 2018: Camping (Fernsehserie, acht Episoden)
- 2019: Adopt a Highway
- 2019: I Trapped the Devil
- 2019: The Good Fight (Fernsehserie, Episode 3x10)
- 2019: Wo ist Walter? (Where’s Waldo?, Fernsehserie, Episode 1x20, Stimme)
- 2019: Disney Amphibia (Fernsehserie, 2 Episoden)
- 2020: Vampirina (Fernsehserie, 2 Episoden)
- 2021: The Broadcast Incident – Die Verschwörung (Broadcast Signal Intrusion)
- 2021: What If…? (Fernsehserie, Episode 1x02, Stimme)
- 2024: Presence

## Auszeichnungen und Nominierungen (Auswahl)
Primetime Emmy Award
- 2019: Nominierung als Bester Nebendarsteller – Dramaserie für This Is Us
- 2021: Nominierung als Bester Nebendarsteller – Dramaserie für This Is Us